# Gmina Rõngu
Gmina Rõngu (est. Rõngu vald) – gmina wiejska w Estonii, w prowincji Tartu.
W 2017 roku gmina Rõngu połączyła się z gminami Puhja, Rannu i Konguta tworząc gminę Elva.
W skład gminy wchodzą:
- 2 miasta: Käärdi, Rõngu,
- 15 wsi: Lapetukme, Valguta, Koruste, Teedla, Kirepi, Tammiste, Lossimäe, Tilga, Raigaste, Kalme, Kõduküla, Uderna, Rannaküla, Käo, Piigandi.